# Picea koraiensis
Picea koraiensis (ялина корейська, кор. 종비나무) — вид роду ялина родини соснових.

## Поширення, екологія
Країни проживання: Китай (Хейлунцзян, Цзілінь, Ляонін, Внутрішня Монголія); Корейська Народно-Демократична Республіка; Російська Федерація (Примор'я). Проживає в горах недалеко від Японського моря, на висоті від 1000 м і 1500 м над рівнем моря, на схилах гір або (на північному сході ареалу) уздовж потоків; на різних (алювіальних) ґрунтах. Клімат прохолодний, зі сніжними зимами і річною кількістю опадів вище 1000 мм. Зазвичай змішується з іншими хвойними. Поряд річок (на північному сході ареалу) розсіюється в широколистяних лісах.

## Опис

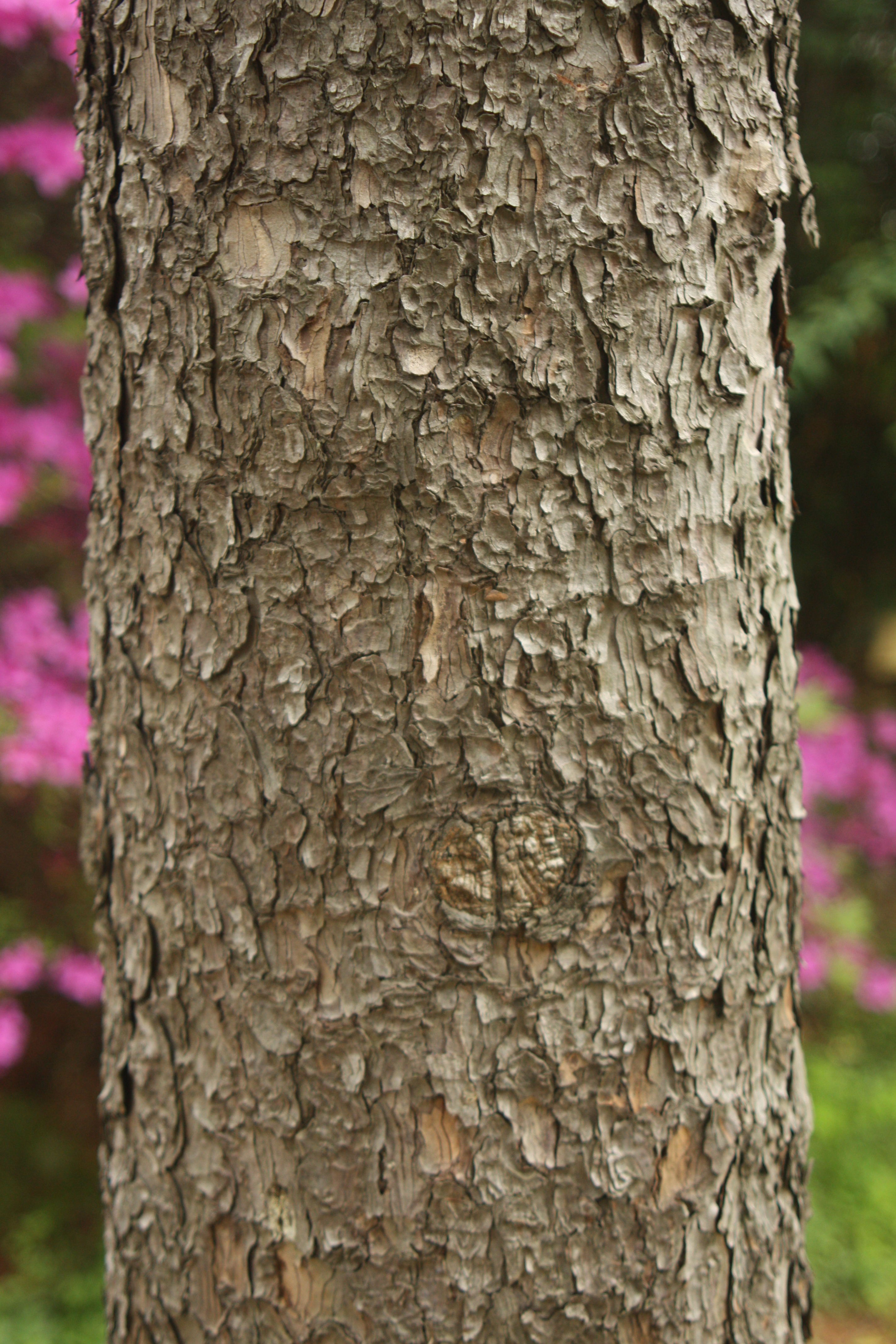
Кора

Це середнього розміру вічнозелене дерево, що досягає 30 м у висоту, з діаметром стовбура до 0,8 м. Крона пірамідальна. Кора від сірого до червонувато-коричневого кольору. Листя голчасте, довжиною 12-22 мм, темно-синьо-зелене. Шишки циліндричні-конічні, 4-8 см завдовжки і 2 см шириною, зрілі — блідо-коричневі. Оберненояйцеподібне, темно-сіре насіння довжиною близько 4 міліметрів. Вони мають світло-коричневі, довгасто-яйцеподібні крила, від 0,9 до 1,5 см у довжину.

## Використання
Ялина є цінним джерелом деревини. Деревина використовується в основному для будівництва і незначно для целюлозних заводів разом з набагато більш поширеною Picea jezoensis.

## Загрози та охорона
Вирубка лісів і лісозаготівлі це основні загрози, особливо в російській частині ареалу, де ліс сильно експлуатується на експорт в Китай. У самому Китаї, експлуатація природних лісів значно знижується в порівнянні з недавнім минулим. Цей вид присутній в кількох охоронних територіях.